# Membre de l'Assemblée législative (Irlande du Nord)
Pour les articles homonymes, voir Titre du membre d’une législature territoriale.

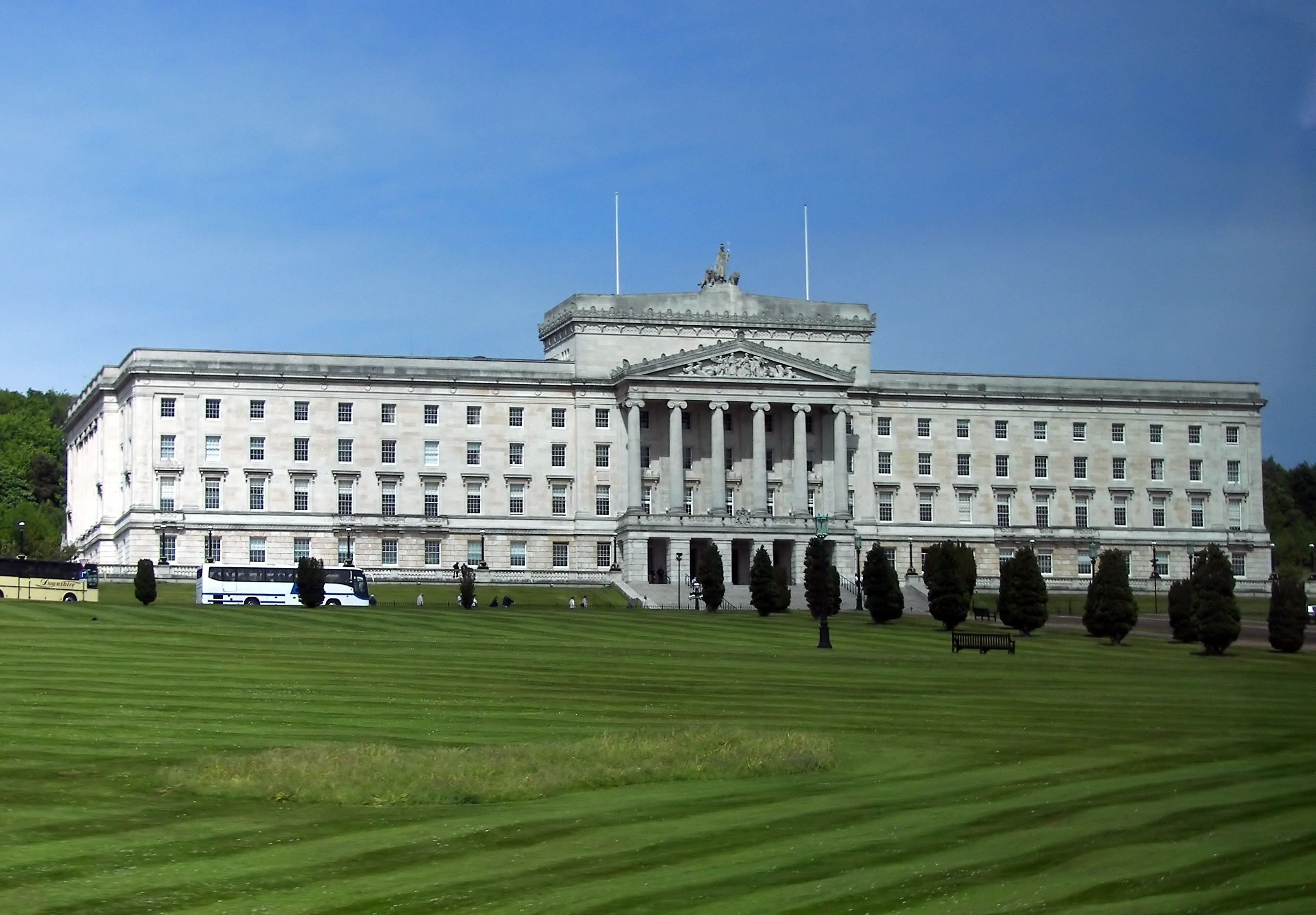
bâtiment où se réunissent les membres de l'assemblée législative (Irlande du Nord) à Belfast.

Au Royaume-Uni, membre de l'Assemblée législative (en anglais Member of the Legislative Assembly, abrégé en MLA) est le titre d’un des 108 élus de l'Assemblée d'Irlande du Nord. 
Un « MLA  » est élu pour cinq ans.
Les « MLA  » se réunissent dans le Palais de Stormont à Belfast pour parlementer.